# Claude Berger
 (novembre 2011).
Si vous disposez d'ouvrages ou d'articles de référence ou si vous connaissez des sites web de qualité traitant du thème abordé ici, merci de compléter l'article en donnant les références utiles à sa vérifiabilité et en les liant à la section « Notes et références ».
Pour les articles homonymes, voir Claude Berger (homonymie) et Berger (homonymie).
Claude Berger fut un médecin et chimiste français, né à Paris le 20 janvier 1679, et mort dans le village de Passy le 22 mai 1712 .

## Biographie
Claude Berger est le fils ainé de Claude Berger († 1705), médecin en médecine de la Faculté de Paris, reçu docteur en 1669. 
Il s'est destiné à la même profession que son père et a été reçu docteur en médecine de la Faculté de Paris, en 1700, après avoir présenté une thèse sous la présidence de Guy-Crescent Fagon, premier médecin du roi, contre l'usage du tabac, « dont le style et l'érudition furent généralement admirés, & les préceptes fort peu suivis ». 
Claude Berger était apparenté à Fagon, mais ce dernier ne l'a connu qu'à l'occasion de cette thèse. Il lui a alors accordé son amitié et sa protection.
Il a travaillé avec Joseph Pitton de Tournefort sur l'étude des plantes qui l'a apprécié et l'a fait rentrer comme son élève à l'Académie royale des sciences, le 14 février 1699. Après divers aménagements à l'intérieur de l'Académie, il est devenu l'élève de Guillaume Homberg, le 27 janvier 1700.
Ayant été reçu docteur en médecine, il a été obligé de donner des cours aux Écoles de Paris pendant deux ans où il a obtenu un certain succès. Son père l'emmenait avec lui pour visiter ses malades et étant malade, l'a remplacé pendant les deux dernières années de sa vie, à partir de 1703. Il a succédé à son père après sa mort et a été nommé docteur régent, en 1705. En 1708 il a obtenu le poste de conseiller médecin du roi pour 22 000 livres, ce qui lui impose d'être présent à Versailles le premier trimestre de chaque année.
Guy-Crescent Fagon qui avait la chaire de professeur de chimie au Jardin du roi et ne pouvant l'exercer, il en a chargé Claude Berger en 1709 et lui a permis de continuer pendant les deux années suivantes par commission. En 1710, il a obtenu le poste de démonstrateur en chimie au Jardin du roi. En 1711, il obtient la survivance de la chaire de chimie au Jardin du roi. Ses différentes occupations ont réduit sa participation aux réunions de l'Académie.
Il a été marié avec Élisabeth-Françoise Brunel de la Carlière, fille unique de Nicolas Brunel de la Carlière, premier médecin du duc du Berry.
Il est mort d'une affection de poitrine en 1712, âgé de trente-trois ans.

## Famille
- Claude Berger, marié à Marthe Veret (morte en août 1703) :
  - Claude Berger, marié à Élisabeth-Françoise Brunel de La Carlière. De ce mariage sont nés deux enfants, une fille morte peu après sa naissance, et un fils, né en 1712. (Élisabeth-Françoise Brunel de La Carlière s'est remariée en 1713 avec Jean Robert Volland, avocat au parlement de Paris, puis inspecteur général des fermes. Ils auront plusieurs enfants, dont Sophie Volland),
  - François Berger, receveur général des finances,
  - Jean Berger (mort avant 1725), contrôleur de tabac à Poitiers,
  - Pierre Berger, conseiller au parlement de Paris,
  - Claude-Bernard Berger (mort en 1725), inspecteur des fermes du roi à La Rochelle,
  - Julien Berger, lieutenant-général au siège du présidial à Moulins.